# Moya (Farscape)
Pour les articles homonymes, voir Moya.
Moya est un personnage/vaisseau de la série télévisée Farscape. 
Moya est de la race des Leviathans. Jeune, un Leviathan est lié à un pilote, qui sert de navigateur, d'opérateur, de compagnon, et de lien avec l'équipage du vaisseau.
Le nom du pilote actuel de Moya s'appelle Pilot.
Les Leviathans sont des vaisseaux spatiaux vivants et pacifiques, et comme tels n'ont aucun armement. Ils possèdent cependant une manœuvre défensive impressionnante, appelée Combustion, qui leur permet de voyager à une vitesse incroyable dans l'hyper-espace.
Moya fut captive des Pacificateurs qui cherchaient à la contrôler via l'utilisation d'un collier géant de contrôle, placé autour des vaisseaux pour les soumettre en empêchant la commande d'autonomie et infligeant de la douleur en cas de désobéissance.
Moya et Pilot, avec l'aide de Crichton, Zhaan, Rygel et D'Argo, sont parvenus à s'échapper.
Moya devient l'amie et la résidence de son équipage.
Une nouvelle décrit Moya comme ayant la taille de l'île de Manhattan. Selon le Science Fiction Museum and Hall of Fame de Seattle dans le Washington, la longueur de Moya serait de 1,5 kilomètre.
Moya est maintenue par les DRDs (Diagnostic Repair Drones), des petits robots en forme de coléoptères contrôlés par Pilot.
À la fin de la saison 1, Moya met au monde un bébé: un mâle nommé Talyn par Aeryn Sun en référence à son père. 